# Rudná pod Pradědem
Pour les articles homonymes, voir Rudná.
Rudná pod Pradědem (en allemand Vogelseifen) est une commune du district de Bruntál, dans la région de Moravie-Silésie, en Tchéquie. Sa population s'élevait à 377 habitants en 2021.

## Géographie
Rudná pod Pradědem se trouve à 8 km au nord-ouest de Bruntál, à 68 km à l'ouest-nord-ouest d'Ostrava, à 211 km à l'est de Prague.
La commune est limitée par Světlá Hora au nord, par Staré Město à l'est, par Václavov u Bruntálu au sud et par Malá Morávka à l'ouest.

## Histoire
La première mention écrite du village date de 1377.

## Administration
La commune se compose de deux quartiers :
- Nová Rudná
- Stará Rudná

## Transports
Par la route, Rudná pod Pradědem se trouve à 11 km de Bruntál, à 88 km d'Ostrava et à 281 km de Prague.